# Irena Anders

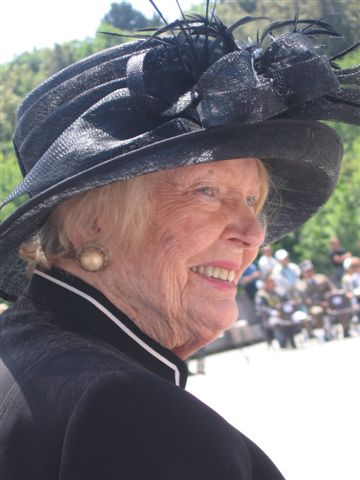
Irena Anders

Irena Renata Anders (sinh ngày 12 tháng 5 năm 1920 - mất ngày 29 tháng 11 năm 2010), tên khai sinh là Iryna Renata Jarosiewicz, là một diễn viên và ca sĩ người Ba Lan gốc Ukraina. 

## Sự nghiệp
Anders là ca sĩ đầu tiên biểu diễn bài quốc ca Czerwone maki na Monte Cassino (Cây Anh túc đỏ trên mặt trận Monte Cassino). Bà đã biểu diễn dưới nghệ danh Renata Bogdańska.
Năm 1946, bà đóng vai chính trong hai bộ phim của đạo diễn Michał Waszyński: "The Unknown Man of San Marino" (Người đàn ông vô danh ở San Marino) và "Wielka Droga" (Con đường vĩ đại).
Vào ngày 12 tháng 5 năm 2007, tổng thống Ba Lan Lech Kaczyński trao tặng bà Thập giá Chỉ huy Huân chương Polonia Restituta "vì những đóng góp nổi bật cho nền độc lập của Cộng hòa Ba Lan, cho các hoạt động xã hội và cộng đồng Ba Lan".